# Danh sách tiểu hành tinh: 11901–12000
| Tên                  | Tên đầu tiên | Ngày phát hiện       | Nơi phát hiện          | Người phát hiện                      |
| -------------------- | ------------ | -------------------- | ---------------------- | ------------------------------------ |
| 11901 -              | 1991 PV11    | 7 tháng 8 năm 1991   | Palomar                | H. E. Holt                           |
| 11902 -              | 1991 PZ12    | 5 tháng 8 năm 1991   | Palomar                | H. E. Holt                           |
| 11903 -              | 1991 RD7     | 2 tháng 9 năm 1991   | Siding Spring          | R. H. McNaught                       |
| 11904 -              | 1991 TR1     | 13 tháng 10 năm 1991 | Palomar                | K. J. Lawrence                       |
| 11905 Giacometti     | 1991 VL6     | 6 tháng 11 năm 1991  | La Silla               | E. W. Elst                           |
| 11906 -              | 1992 AE1     | 10 tháng 1 năm 1992  | Okutama                | T. Hioki, S. Hayakawa                |
| 11907 Näränen        | 1992 ER8     | 2 tháng 3 năm 1992   | La Silla               | UESAC                                |
| 11908 -              | 1992 GC5     | 4 tháng 4 năm 1992   | La Silla               | E. W. Elst                           |
| 11909 -              | 1992 HD5     | 25 tháng 4 năm 1992  | La Silla               | H. Debehogne                         |
| 11910 -              | 1992 KJ      | 28 tháng 5 năm 1992  | Kiyosato               | S. Otomo                             |
| 11911 Angel          | 1992 LF      | 4 tháng 6 năm 1992   | Palomar                | C. S. Shoemaker, D. H. Levy          |
| 11912 Piedade        | 1992 OP5     | 30 tháng 7 năm 1992  | La Silla               | E. W. Elst                           |
| 11913 Svarna         | 1992 RD3     | 2 tháng 9 năm 1992   | La Silla               | E. W. Elst                           |
| 11914 Sinachopoulos  | 1992 RZ3     | 2 tháng 9 năm 1992   | La Silla               | E. W. Elst                           |
| 11915 Nishiinoue     | 1992 SJ1     | 23 tháng 9 năm 1992  | Kitami                 | K. Endate, K. Watanabe               |
| 11916 Wiesloch       | 1992 ST17    | 24 tháng 9 năm 1992  | Tautenburg Observatory | L. D. Schmadel, F. Börngen           |
| 11917 -              | 1992 UX      | 21 tháng 10 năm 1992 | Oohira                 | T. Urata                             |
| 11918 -              | 1992 UY      | 21 tháng 10 năm 1992 | Oohira                 | T. Urata                             |
| 11919 -              | 1992 UD2     | 25 tháng 10 năm 1992 | Yakiimo                | A. Natori, T. Urata                  |
| 11920 -              | 1992 UY2     | 25 tháng 10 năm 1992 | Uenohara               | N. Kawasato                          |
| 11921 Mitamasahiro   | 1992 UN3     | 16 tháng 10 năm 1992 | Kitami                 | K. Endate, K. Watanabe               |
| 11922 -              | 1992 UT3     | 27 tháng 10 năm 1992 | Oohira                 | T. Urata                             |
| 11923 -              | 1992 WX      | 17 tháng 11 năm 1992 | Dynic                  | A. Sugie                             |
| 11924 -              | 1992 WS3     | 17 tháng 11 năm 1992 | Kani                   | Y. Mizuno, T. Furuta                 |
| 11925 -              | 1992 YA1     | 23 tháng 12 năm 1992 | Geisei                 | T. Seki                              |
| 11926 Orinoco        | 1992 YM2     | 18 tháng 12 năm 1992 | Caussols               | E. W. Elst                           |
| 11927 Mount Kent     | 1993 BA      | 16 tháng 1 năm 1993  | Geisei                 | T. Seki                              |
| 11928 Akimotohiro    | 1993 BT2     | 23 tháng 1 năm 1993  | Kitami                 | K. Endate, K. Watanabe               |
| 11929 Uchino         | 1993 BG3     | 23 tháng 1 năm 1993  | Kitami                 | K. Endate, K. Watanabe               |
| 11930 Osamu          | 1993 CJ1     | 15 tháng 2 năm 1993  | Okutama                | T. Hioki, S. Hayakawa                |
| 11931 -              | 1993 DD2     | 22 tháng 2 năm 1993  | Oohira                 | T. Urata                             |
| 11932 -              | 1993 EP      | 13 tháng 3 năm 1993  | Fujieda                | H. Shiozawa, T. Urata                |
| 11933 Himuka         | 1993 ES      | 15 tháng 3 năm 1993  | Kitami                 | K. Endate, K. Watanabe               |
| 11934 -              | 1993 FL4     | 17 tháng 3 năm 1993  | La Silla               | UESAC                                |
| 11935 -              | 1993 FB8     | 17 tháng 3 năm 1993  | La Silla               | UESAC                                |
| 11936 -              | 1993 FX9     | 17 tháng 3 năm 1993  | La Silla               | UESAC                                |
| 11937 -              | 1993 FF16    | 17 tháng 3 năm 1993  | La Silla               | UESAC                                |
| 11938 -              | 1993 FZ26    | 21 tháng 3 năm 1993  | La Silla               | UESAC                                |
| 11939 -              | 1993 FH36    | 19 tháng 3 năm 1993  | La Silla               | UESAC                                |
| 11940 -              | 1993 GR      | 15 tháng 4 năm 1993  | Kushiro                | S. Ueda, H. Kaneda                   |
| 11941 Archinal       | 1993 KT1     | 23 tháng 5 năm 1993  | Palomar                | C. S. Shoemaker, D. H. Levy          |
| 11942 Guettard       | 1993 NV      | 12 tháng 7 năm 1993  | La Silla               | E. W. Elst                           |
| 11943 Davidhartley   | 1993 OF9     | 20 tháng 7 năm 1993  | La Silla               | E. W. Elst                           |
| 11944 Shaftesbury    | 1993 OK9     | 20 tháng 7 năm 1993  | La Silla               | E. W. Elst                           |
| 11945 Amsterdam      | 1993 PC5     | 15 tháng 8 năm 1993  | Caussols               | E. W. Elst                           |
| 11946 Bayle          | 1993 PB7     | 15 tháng 8 năm 1993  | Caussols               | E. W. Elst                           |
| 11947 Kimclijsters   | 1993 PK7     | 15 tháng 8 năm 1993  | Caussols               | E. W. Elst                           |
| 11948 Justinehénin   | 1993 QQ4     | 18 tháng 8 năm 1993  | Caussols               | E. W. Elst                           |
| 11949 Kagayayutaka   | 1993 SD2     | 19 tháng 9 năm 1993  | Kitami                 | K. Endate, K. Watanabe               |
| 11950 Morellet       | 1993 SG5     | 19 tháng 9 năm 1993  | Caussols               | E. W. Elst                           |
| 11951 -              | 1994 AJ3     | 12 tháng 1 năm 1994  | Farra d'Isonzo         | Farra d'Isonzo                       |
| 11952 -              | 1994 AM3     | 8 tháng 1 năm 1994   | Fujieda                | H. Shiozawa, T. Urata                |
| 11953 -              | 1994 BW      | 19 tháng 1 năm 1994  | Oizumi                 | T. Kobayashi                         |
| 11954 -              | 1994 BY      | 22 tháng 1 năm 1994  | Fujieda                | H. Shiozawa, T. Urata                |
| 11955 Russrobb       | 1994 CA1     | 8 tháng 2 năm 1994   | NRC-DAO                | D. D. Balam                          |
| 11956 Tamarakate     | 1994 CL14    | 8 tháng 2 năm 1994   | La Silla               | E. W. Elst                           |
| 11957 -              | 1994 DS      | 17 tháng 2 năm 1994  | Oizumi                 | T. Kobayashi                         |
| 11958 Galiani        | 1994 EJ7     | 9 tháng 3 năm 1994   | Caussols               | E. W. Elst                           |
| 11959 Okunokeno      | 1994 GG1     | 13 tháng 4 năm 1994  | Kitami                 | K. Endate, K. Watanabe               |
| 11960 -              | 1994 HA      | 17 tháng 4 năm 1994  | Oizumi                 | T. Kobayashi                         |
| 11961 -              | 1994 PO      | 3 tháng 8 năm 1994   | Nachi-Katsuura         | Y. Shimizu, T. Urata                 |
| 11962 -              | 1994 PX      | 14 tháng 8 năm 1994  | Oizumi                 | T. Kobayashi                         |
| 11963 Ignace         | 1994 PO16    | 10 tháng 8 năm 1994  | La Silla               | E. W. Elst                           |
| 11964 Prigogine      | 1994 PY17    | 10 tháng 8 năm 1994  | La Silla               | E. W. Elst                           |
| 11965 Catullus       | 1994 PF20    | 12 tháng 8 năm 1994  | La Silla               | E. W. Elst                           |
| 11966 Plateau        | 1994 PJ20    | 12 tháng 8 năm 1994  | La Silla               | E. W. Elst                           |
| 11967 Boyle          | 1994 PW20    | 12 tháng 8 năm 1994  | La Silla               | E. W. Elst                           |
| 11968 Demariotte     | 1994 PR27    | 12 tháng 8 năm 1994  | La Silla               | E. W. Elst                           |
| 11969 Gay-Lussac     | 1994 PC37    | 10 tháng 8 năm 1994  | La Silla               | E. W. Elst                           |
| 11970 Palitzsch      | 1994 TD      | 4 tháng 10 năm 1994  | Sormano                | P. Sicoli, P. Ghezzi                 |
| 11971 -              | 1994 UJ2     | 31 tháng 10 năm 1994 | Kushiro                | S. Ueda, H. Kaneda                   |
| 11972 -              | 1994 VK      | 1 tháng 11 năm 1994  | Oizumi                 | T. Kobayashi                         |
| 11973 -              | 1994 VN      | 1 tháng 11 năm 1994  | Oizumi                 | T. Kobayashi                         |
| 11974 Yasuhidefujita | 1994 YF      | 24 tháng 12 năm 1994 | Oizumi                 | T. Kobayashi                         |
| 11975 -              | 1995 FA1     | 31 tháng 3 năm 1995  | La Silla               | S. Mottola, E. Koldewey              |
| 11976 Josephthurn    | 1995 JG      | 5 tháng 5 năm 1995   | Farra d'Isonzo         | Farra d'Isonzo                       |
| 11977 -              | 1995 OA      | 19 tháng 7 năm 1995  | Stroncone              | Stroncone                            |
| 11978 Makotomasako   | 1995 SS4     | 20 tháng 9 năm 1995  | Kitami                 | K. Endate, K. Watanabe               |
| 11979 -              | 1995 SS5     | 25 tháng 9 năm 1995  | Xinglong               | Beijing Schmidt CCD Asteroid Program |
| 11980 Ellis          | 1995 SP8     | 17 tháng 9 năm 1995  | Kitt Peak              | Spacewatch                           |
| 11981 Boncompagni    | 1995 UY1     | 20 tháng 10 năm 1995 | Bologna                | Osservatorio San Vittore             |
| 11982 -              | 1995 UF6     | 25 tháng 10 năm 1995 | Nachi-Katsuura         | Y. Shimizu, T. Urata                 |
| 11983 -              | 1995 UH6     | 27 tháng 10 năm 1995 | Oizumi                 | T. Kobayashi                         |
| 11984 Manet          | 1995 UK45    | 20 tháng 10 năm 1995 | Caussols               | E. W. Elst                           |
| 11985 -              | 1995 VG      | 1 tháng 11 năm 1995  | Oizumi                 | T. Kobayashi                         |
| 11986 -              | 1995 VP      | 3 tháng 11 năm 1995  | Oizumi                 | T. Kobayashi                         |
| 11987 Yonematsu      | 1995 VU1     | 15 tháng 11 năm 1995 | Kitami                 | K. Endate, K. Watanabe               |
| 11988 -              | 1995 WB      | 16 tháng 11 năm 1995 | Oizumi                 | T. Kobayashi                         |
| 11989 -              | 1995 WN5     | 24 tháng 11 năm 1995 | Oizumi                 | T. Kobayashi                         |
| 11990 -              | 1995 WM6     | 21 tháng 11 năm 1995 | Kushiro                | S. Ueda, H. Kaneda                   |
| 11991 -              | 1995 WK7     | 27 tháng 11 năm 1995 | Oizumi                 | T. Kobayashi                         |
| 11992 -              | 1995 XH      | 2 tháng 12 năm 1995  | Oizumi                 | T. Kobayashi                         |
| 11993 -              | 1995 XX      | 8 tháng 12 năm 1995  | Haleakala              | NEAT                                 |
| 11994 -              | 1995 YP      | 19 tháng 12 năm 1995 | Oizumi                 | T. Kobayashi                         |
| 11995 -              | 1995 YB1     | 21 tháng 12 năm 1995 | Oizumi                 | T. Kobayashi                         |
| 11996 -              | 1995 YC1     | 21 tháng 12 năm 1995 | Oizumi                 | T. Kobayashi                         |
| 11997 Fassel         | 1995 YU9     | 18 tháng 12 năm 1995 | Kitt Peak              | Spacewatch                           |
| 11998 Fermilab       | 1996 AG7     | 12 tháng 1 năm 1996  | Kitt Peak              | Spacewatch                           |
| 11999 -              | 1996 BV1     | 23 tháng 1 năm 1996  | Oizumi                 | T. Kobayashi                         |
| 12000 -              | 1996 CK2     | 12 tháng 2 năm 1996  | Kushiro                | S. Ueda, H. Kaneda                   |